# Vùng của Đài Loan
Các vùng của Đài Loan dựa trên sự phân chia hành chính trong lịch sử. Tuy nhiên, hầu hết các định nghĩa đều không chính xác.

## Phân chia thành 2 vùng
- Đông và Tây Đài Loan: Dãy núi Trung Ương phân chia Đài Loan làm 2 phần Đông và Tây:

- Đông Đài Loan: Nghi Lan, Hoa Liên và Đài Đông
- Tây Đài Loan: Các khu vực còn lại từ Đài Bắc đến Bình Đông

- Bắc và Nam Đài Loan: Sông Trạc Thủy phân chia Đài Loan thành 2 phần Bắc và Nam:

- Bắc Đài Loan: Đài Bắc, Tân Bắc, Cơ Long, Đào Viên, Tân Trúc (huyện/thành phố), Miêu Lật, Đài Trung, Chương Hóa, Nam Đầu
- Nam Đài Loan: Văn Lâm, Gia Nghĩa (huyện/thành phố), Đài Nam, Cao Hùng, Bình Đông

## Phân chia thành 4 vùng
Phân chia được sử dụng rộng rãi nhất là của Ủy Ban kiến thiết kinh tế (經濟建設委員會). Theo phân chia này, Đài Loan được chia thành 4 vùng tương ứng với các quận thời Thanh.
| No.                    | 1                                                                    | 2                                             | 3                                                              | 4                                            | –                                                                                  |
| ---------------------- | -------------------------------------------------------------------- | --------------------------------------------- | -------------------------------------------------------------- | -------------------------------------------- | ---------------------------------------------------------------------------------- |
| Tên                    | Bắc Đài Loan                                                         | Trung Tâm Đài Loan                            | Nam Đài Loan                                                   | Đông Đài Loan                                | Các đảo ngoài                                                                      |
| Tên                    | 北臺灣                                                               | 中臺灣                                        | 南臺灣                                                         | 東臺灣                                       | 外島                                                                               |
| Tỉnh                   | Đài Loan & 6 Thành phố trực thuộc trung ương                         | Đài Loan & 6 Thành phố trực thuộc trung ương  | Đài Loan & 6 Thành phố trực thuộc trung ương                   | Đài Loan & 6 Thành phố trực thuộc trung ương | Phúc Kiến Cao Hùng                                                                 |
| Bản đồ                 |                                                                      |                                               |                                                                |                                              |                                                                                    |
| Phân chia hiện tại     | Đài Bắc Tân Bắc Cơ Long Đào Viên Tân Trúc (huyện/thành phố) Nghi Lan | Miêu Lật Đài Trung Chương Hóa Nam Đầu Vân Lâm | Gia Nghĩa (huyện/thành phố) Đài Nam Cao Hùng Bình Đông Bành Hồ | Hoa Liên Đài Trung                           | Kim Môn Mã Tổ (Liên Giang) Các đảo trên biển Hoa Nam (Do Kỳ Tân, Cao Hùng quản lý) |
| Các Quận trong quá khứ | Đài Bắc (臺北府)                                                     | Đài Loan (臺灣府)                             | Đài Nam (臺南府)                                               | Đài Trung (臺東直隸州)                       |                                                                                    |

## Phân chia thành 5 vùng
Sơ đồ phân chia 5 vùng không có tên cụ thể cho các vùng nhưng đây là sự phân chia được sử dụng phổ biến nhất trong số các cơ quan cấp cao của chính quyền trung ương như Trung tâm dịch vụ hỗn hợp (JSC, 區域聯合服務中心) thuộc Hành chính viện (行政院) và thẩm quyền của các phân viện Tòa án tối cao (高等法院分院) thuộc Tư pháp viện (司法院)
| Số thứ tự | Phân chia hiện tại                                                        | Trung tâm dịch vụ hỗn hợp (JSC) | Phân viện của tòa án tối cao                |
| --------- | ------------------------------------------------------------------------- | ------------------------------- | ------------------------------------------- |
| 1         | Đài Bắc. Tân Bắc, Cơ Long, Đào Viên, Tân Trúc (huyện/thành phố), Nghi Lan | Trụ sở chính                    | Trụ sở chính tòa án tối cao Đài Loan        |
| 2         | Miêu Lật, Đài Trung, Chương Hóa, Nam Đầu                                  | JSC trung ương Đài Loan         | Phân viện tòa án tối cao tại Đài Trung      |
| 3         | Văn Lâm, Gia Nghĩa (huyện/thành phố), Đài Nam                             | JSC Yunlin-Chiayi-Tainan        | Phân viện tòa án tối cao tại Đài Nam        |
| 4         | Cao Hùng Bình Đông Bành Hồ                                                | JSC Nam Đài Loan                | Phân viện tòa án tối cao tại Cao Hùng       |
| 5         | Hoa Liên, Đài Trung                                                       | JSC Đông Đài Loan               | Phân viện tòa án tối cao tại Hoa Liên       |
| –         | Kim Môn, Mã Tổ (Liên Giang)                                               | JSC Kim Môn, Mã Tổ              | Tòa án tối cao Phúc Kiến, phân viện Kim Môn |

## Phân chia thành 6 vùng

Phân chia 6 vùng Đài Loan năm 1945

Sơ đồ phân chia thành sáu khu vực tương ứng với các quận dưới sự cai trị của Nhật Bản. Sơ đồ này được sử dụng cho các khu vực bầu cử quốc gia trong các cuộc bầu cử lập pháp năm 1972, 1975, 1980, 1983 và 1986. Tranh luận về sơ đồ này trở nên phổ biến sau cuộc bầu cử năm thành phố mới vào năm 2010.
| Số TT | Tên              | Tên        | Phân chia hiện tại                         | Các quận trong quá khú | Các quận trong quá khú |
| ----- | ---------------- | ---------- | ------------------------------------------ | ---------------------- | ---------------------- |
| 1     | Pei–Pei–Kee–(Yi) | 北北基(宜) | Đài Bắc, Tân Bắc, Cơ Long, (Nghi Lan)      | Taihoku                | 臺北州                 |
| 2     | Tao-Chu-Miao     | 桃竹苗     | Đào Viên, Tân Trúc Thành phố/Huyện, Miaoli | Shinchiku              | 新竹州                 |
| 3     | Chung–Chang–Tou  | 中彰投     | Đài Trung, Chương Hóa, Nantou              | Taichū                 | 臺中州                 |
| 4     | Yun–Chia–Nan     | 雲嘉南     | Vân Lâm, Chiayi Thành phố/Huyện, Đài Nam   | Tainan                 | 臺南州                 |
| 5     | Kao–Ping(–Peng)  | 高屏(澎)   | Cao Hùng, Bình Đông, (Bành Hồ)             | Takao, Hōko            | 高雄州、澎湖廳         |
| 6     | (Yi–)Hua–Tung    | (宜)花東   | (Nghi Lan), Hoa Liên, Đài Đông             | Karenkō, Taitō         | 花蓮港廳、臺東廳       |
| –     | (Peng–)Kin–Ma    | (澎)金馬   | (Bành Hồ), Kim Môn, Mã Tổ                  | Không có               | Không có               |